# Władysław I Święty
Władysław I Święty, węg. I. (Szent) László (ur. ok. 1040–1048 w Krakowie, zm. 29 lipca 1095 w Nitrze na Węgrzech, obecnie Słowacja) – król Węgier z dynastii Arpadów, stronnik papieża Grzegorza VII podczas jego konfliktu z cesarzem Henrykiem IV, święty Kościoła katolickiego i patron Węgier.

## Życiorys
Władysław – syn późniejszego króla Węgier Béli I oraz nieznanej z imienia córki Mieszka II Lamberta, króla Polski urodził się w Krakowie, gdzie przebywał jego ojciec zmuszony do opuszczenia ojczyzny po buncie ojca Vazula, który zbuntował się przeciwko królowi Stefanowi I. Tam też poznał i poślubił swoją małżonkę. Władysław dzieciństwo i młodość spędził na dworze Kazimierza Odnowiciela, później Bolesława Śmiałego. Gall Anonim w swojej kronice napisał: Ten Władysław od dzieciństwa chowany był w Polsce i pod względem obyczajów i [sposobu] bycia niejako stał się Polakiem. Wszak zdołał dobrze opanować polski język i poznał polskie obyczaje. Wyruszył na Węgry w 1048 roku wraz z ojcem wezwanym na dwór króla Andrzeja I, brata Béli lub w 1050, 1056, 1060 albo 1064 roku. Prawdopodobnie został księciem Bihar (1063–1074) z nadania króla Salomona. 
W 1068 roku Węgry nękały najazdy koczowników i Bizancjum. W bitwie pod Doboki Władysław walcząc wspólnie z Salomonem (możliwe, że też ze swoim bratem Gézą) pokonali Pieczyngów, a sam Władysław miał wykazać się wielką odwagą zabijając czterech wojowników przeciwnika, a po odniesieniu ciężkiej rany zdołał pokonać piątego.
Władysław w węgierskiej walce o władzę z Salomonem poparł swojego brata Gézę, którego wspomógł w bitwie pod Mogyoród w 1074 roku, zakończonej zwycięstwem Gézy i przejęciem przez niego rządów. Możliwe, że doprowadził do elekcji brata jeszcze za swojego życia w 1077 roku. Wcześniej, bo w 1074 roku prawdopodobnie nadał Władysławowi księstwo Nitry. Salomon po śmierci Gézy próbował odzyskać władzę. Jednak możni wybrali na króla Władysława. Pomocy militarnej udzielił król Polski, nota bene kuzyn Władysława, Bolesław Śmiały, a pokonany Salomon musiał zrezygnować z roszczeń. Rządy nowego władcy uznał papież Grzegorz VII, który wcześniej popierał Salomona. W czerwcu 1077 roku wystosował pismo do arcybiskupa ostrzyhomskiego Nehemiása, w którym nazywał Władysława królem. Zachęcił go również do oddania kraju pod opiekę papiestwa. W odpowiedzi do Rzymu udało się poselstwo węgierskie. Co ciekawe, Władysław nie uważał się za króla aż do śmierci Salomona, gdyż nie chciał odbierać korony legalnie koronowanemu władcy.
W 1079 roku Władysław przyjął na swoim dworze wygnanego z kraju króla polskiego Bolesława Śmiałego wraz z jego rodziną. Jak przekazał Gall Anonim, w trakcie powitania doszło do nieprzyjemnej sytuacji: [...] Władysław, jako mąż pokorny, pospieszył wyjść naprzeciw Bolesława i oczekiwał zbliżającego się z daleka, zsiadłszy na znak uszanowania z konia. A tymczasem Bolesław nie miał względów dla pokory uprzejmego króla, lecz uniósł się w sercu zgubną pychą, mówiąc: „Ja go za lat pacholęcych wychowałem w Polsce, ja go osadziłem na tronie węgierskim. Nie godzi się [więc], bym mu ja, jako równemu, cześć okazywał, lecz siedząc na koniu oddam mu pocałunek jak jednemu z książąt". Zauważywszy to Władysław obruszył się nieco i zawrócił z drogi, polecił jednak, by mu wszędzie na Węgrzech niczego nie brakło. Później atoli zgodnie i po przyjacielsku spotkali się między sobą jak bracia; Węgrzy wszakże owo zajście głęboko sobie i na trwałe w sercu zapisali. Wielką ściągnął na siebie Bolesław nienawiść u Węgrów i jak mówią – przyspieszył tym swoją śmierć.
Po pewnym czasie dał o sobie przypomnieć Salomon, który wypuszczony na wolność planował zamach na Władysława. Miało to miejsce w 1082 roku i skończyło się uwięzieniem Salomona w Wyszehradzie. W roku następnym odzyskał wolność, która była wynikiem amnestii udzielonej z okazji kanonizacji świętego Stefana. Udał się do początkowo do Ratyzbony, następnie do Pieczyngów. Jednak na uchodźstwie ani myślał porzucać myśli o odzyskaniu władzy. Do kolejnego starcia między nim, wspartym teraz pomocą chana kumańskiego Kuteska a Władysławem doszło w 1085 roku. Stoczono wówczas bitwy pod Ungwar i Borsovą, które zakończyły się zwycięstwami panującego. Jeszcze w tym samym roku król wysłał na Ruś wyprawę odwetową za wspieranie przez Rusinów najazdów Połowców na ziemie węgierskie.
Król Węgier aktywnie miał też włączyć się w sprawy polskie. Prawdopodobnie 1086 roku zorganizował wyprawę przeciwko księciu Władysławowi Hermanowi. Jak podaje XIV-wieczny przekaz Kroniki Ilustrowanej Marka Kaltiego, Władysław wyprawił się na Kraków, który zdobył po 3-miesięcznym oblężeniu. Po uzyskaniu satysfakcjonujących zapewnień powrócił na Węgry, pod drodze pustosząc Czechy. Możliwe, że chodziło o osadzenie na polskim tronie legalnego dziedzica w osobie syna Bolesława Śmiałego, Mieszka. Są jednak wobec tego zdarzenia pewne nieścisłości. Po pierwsze, przekaz Kaltiego w ogóle nie wspomina o Mieszku i nie podaje konkretnej daty, kiedy miało dojść do owej interwencji zbrojnej. Na dodatek informacja z Kroniki Ilustrowanej jest sprzeczna z przekazem Galla Anonima o powrocie do kraju Mieszka. Nie ma żadnej wzmianki o wojnie polsko-węgierskiej. Możliwe, że Kalti inspirował się zaginionymi źródłami. Wobec tego trudno wnioskować o pomocy militarnej węgierskiego Władysława na rzecz Mieszka.
W 1091 roku Władysław podjął wyprawę na Chorwację, gdzie miał bronić praw swojej siostry Heleny, żony władcy chorwackiego Zvonimira. Ekspedycja zakończyła się zajęciem terenów między Drawą i Sawą, czyli Sławonię. Nie zdołał opanować całej Chorwacji wskutek interwencji cesarza bizantyjskiego.
W 2 pol. XI wieku na Węgrzech zaczęło dochodzić do zjawiska ujarzmienia wolnych chłopów. Byli oni uciskani przez latyfundia świeckie i kościelne. Ci, którzy nie chcieli się poddać ich kontroli, uciekali w słabo zaludnione obszary, gdzie również dosięgła władza feudalna. Uciekinierzy nie znali pojęcia własności prywatnej, czego efektem były liczne kradzieże. Postanowił temu zapobiec król Władysław wydając w 1092 roku zbiór praw Decretalia. Były one dość surowe i ich zadaniem była obrona własności prywatnej i Kościoła, zarówno jako instytucji i posiadacza ziemskiego. Za najmniejsze naruszenie własności prywatnej stosowano karę śmierci. W Decretaliach Władysław określił także wszystkie należne posługi dla Kościoła również te religijne.
W 1077 roku, po śmierci swojego brata Gejzy I, objął panowanie nad Węgrami i poślubił Adelajdę, córkę Rudolfa, księcia Szwabii. Miał z nią dwie córki:
- Irenę (Piroskę), żonę Jana II Komnena, cesarza bizantyjskiego
- nieznaną z imienia córkę, żonę Jarosława, księcia wołyńskiego.

W czasie swego panowania wypędził Pieczyngów z Siedmiogrodu i osadził tam kolonistów węgierskich. Działał na polu chrystianizacji Węgier. W 1092 podczas synodu w Szabolcs nakazał odbudować zniszczone kościoły jednocześnie zabraniając kultywowania obyczajów pogańskich.

## Kult
Król Władysław został kanonizowany przez papieża Celestyna III w 1192 roku. W ikonografii św. Władysław przedstawiany jest z insygniami królewskimi. Jego atrybutami są: anioł podający włócznię, chorągiew, krzyż, turban turecki. Wspomnienie liturgiczne w Kościele katolickim obchodzone jest 30 czerwca.